# Drymonia flavida
Drymonia flavida är en tvåhjärtbladig växtart som beskrevs av L.E. Skog. Drymonia flavida ingår i släktet Drymonia och familjen Gesneriaceae. Inga underarter finns listade i Catalogue of Life.